# Paul Gravet
Paul Arthur Gravet (Nantes, 18 dicembre 1995) è un cestista francese naturalizzato svizzero.

## Palmarès

### Club
- Campionato svizzero: 5

Fribourg Olympic: 2018-19, 2020-21, 2021-22, 2022-23
Lions de Genève: 2024-25
- Coppa di Svizzera: 4

Lions de Genève: 2017, 2025
Fribourg Olympic: 2019, 2022
- Supercoppa di Svizzera: 4

Lions de Genève: 2017
Fribourg Olympic: 2020, 2021, 2022

### Individuale
- MVP Finals Campionato svizzero: 1

2025